# أوغانيس دانييليان
أوغانيس دانييليان Oganes Danielian (ولد في 3 يناير 1974 في يريفان – ومات في 8 أغسطس 2016) كان لاعب شطرنج أرميني حمل لقب أستاذ كبير.

## إنجازات
- حل ثانياً في بطولة العالم الشطرنجية للشباب تحت 18 سنة في عام 1992 في دويسبورغ.
- حل ثانياً في دورة هالسبرغ المفتوحة عام 1993.
- في 1993 هزم الأستاذ الكبير إيلوي ريلانج في كان الفرنسية بنتيجة 3.5 إلى 2.5.
- حل رابعاً في بطولة كابيل لاغراند المفتوحة للشطرنج عام 1994.
- فاز بدورة غولدبرغ التذكارية في موسكو عام 1998، متفوقاً على إيفجيني ناجير وميخائيل سالتاييف.

## روابط خارجية
- أوغانيس دانييليان على موقع مباريات الشطرنج (الإنجليزية)
- أوغانيس دانييليان على موقع 365Chess.com (الإنجليزية)
- أوغانيس دانييليان على موقع Chesstempo.com (الإنجليزية)